# Indice de iod

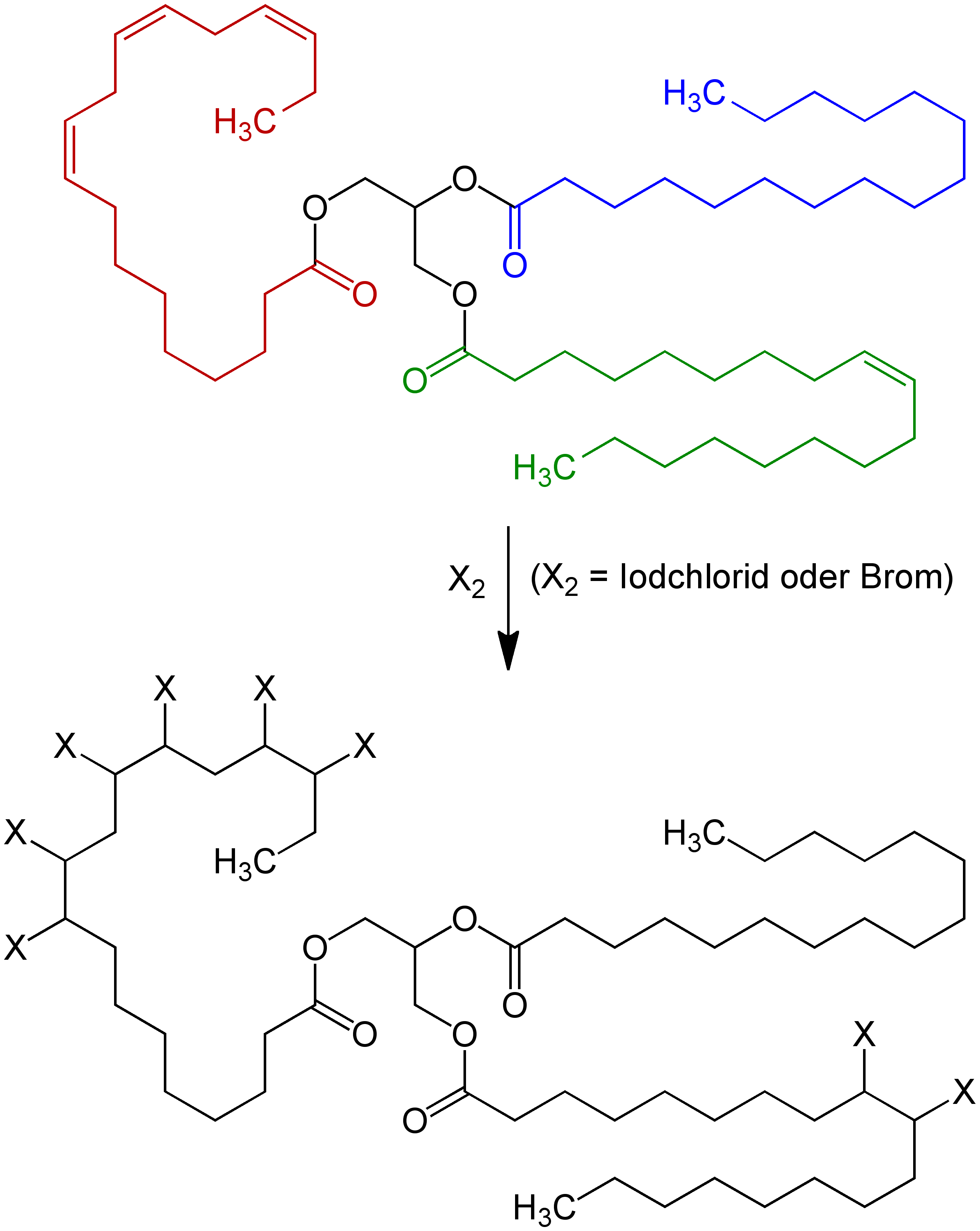
Exemplu de reacție de adiție de halogen ce are loc în urma tratării unei trigliceride cu halogen; se observă că doar legăturile duble au fost saturate cu halogen în urma reacției.

Indicele de iod reprezintă masa de iod exprimată în grame care este consumată de către 100 de grame dintr-o anumită substanță chimică. Indicele de iod este cel mai adesea folosit pentru determinarea cantității unor acizi grași nesaturați. Gradul de nesaturare al acestor compuși provine de la legăturile duble dintre atomii de carbon conținute în moleculă, iar acestea sunt cele care reacționează cu iodul. Cu cât este mai marea valoarea indicelui de iod, cu atât un compus conține mai multe legături C=C.

## Determinare
Determinarea indicelui de iod este un exemplu particular de analiză iodometrică. Soluția de iod are o culoare brun-gălbuie, iar prin adăugarea acesteia la soluția probei de determinat se observă decolorarea. Dispariția culorii specifice soluției de iod este datorată unei reacții de adiție a halogenului la dublele legături C=C din moleculele compusului. Astfel, se determină cantitatea de iod care a reacționat.
Reacția chimică asociată acestei metode de analiză include formarea unui diiodoalcan vicinal (R și R' reprezintă grupe alchil sau alte grupe organice):
{\displaystyle \mathrm {R{-}CH{=}CH{-}R'+I_{2}\longrightarrow R{-}CHI{-}CHI{-}R'} }
Alchena precursor (R-CH=CH-R') este incoloră, și la fel este și produsul organoiodurat (RCHI-CHIR').
Procedura tipică include tratarea acidului gras cu un exces de soluție Hanuš sau soluție Wijs, care sunt soluții de monobromură de iod (IBr) și respectiv monoclorură de iod (ICl) în acid acetic glacial. Monohalogenura de iod nereacționată este tratată cu iodură de potasiu, iar în urma reacției se obține iod elemental, a cărui concentrație se poate determina prin titrare cu tiosulfat de sodiu.